# 제네시스 로드리게스
제너시스 로드리게스(영어: Génesis Rodríguez, 영어 발음: /ˈdʒɛnəsɪs/, 1987년 7월 29일 ~ )는 미국의 배우, 모델이다. 경력 초반에는 미국과 남아메리카에서 제작한 여러 편의 텔레노벨라에 출연하였다. 아버지 호세 루이스 로드리게스는 성공한 베네수엘라 가수로, 《더 보이스》 페루판, 아르헨티나판, 칠레판에서 코치 및 멘토를 맡았다. 어머니 루이사 카롤리나 페레스 "카롤" 로드리게스는 모델이다.

## 출연 작품

### 영화
- 맨 온 렛지 (2012)
- 임신한 당신이 알아야 할 모든 것 (2012)
- 내 인생을 훔친 사랑스러운 도둑녀 (2013)
- 라스트 스탠드 (2013)
- 아워즈 (2013)
- 터스크 (2014) - 앨리슨 역
- 빅 히어로 (2014) - 애니메이션
- 런 올 나이트 (2015) - 가브리엘 역
- 요가 호저스 (2016)
- 델리리움 (2018)
- 센티그레이드 (2020)

### 텔레비전
- 다메 초콜라테 (2007)
- 안투라지 (2010-11)
- Time After Time (2017)
- 아발로 왕국의 엘레나 (2017) - 애니메이션
- 빅 히어로 시리즈 (2017-21) - 애니메이션
- 로앤오더: 성범죄 전담반 (2018)
- 우주의 전사 쉬라 (2018-20) - 애니메이션
- 엄브렐러 아카데미 (2022)

### 비디오 게임
- 킹덤 하츠 III (2019)